# Acrolyta nigricolor
Acrolyta nigricolor là một loài tò vò trong họ Ichneumonidae.